# HMS Terror (1916)
HMS Terror (Те́ррор) — монитор ВМС Великобритании, второй и последний корабль типа «Эребус» (головной — «Эребус»). Активно участвовал в Первой и начальном периоде Второй мировой войны. Считался (наряду с «Эребусом») наиболее мощным монитором британского флота. Потоплен в феврале 1941 года немецкой авиацией.

## Постройка и оснащение
Постройка монитора началась в октябре 1915 года. «Террор» был заложен на верфи «Харленд и Вулф» в Белфастe. При испытаниях корабль развил ход 13,1 узел при мощности машин 6 235 л. с.. Это чрезвычайно хороший показатель для мониторов такого водоизмещения и имевших столь значительную ширину корпуса (отношение к длине 1 к 4,5)
Главный калибр составили два 381-мм орудия модели Mk I в башне, первоначально предназначавшиеся к установке на линейный крейсер «Фьюриес». Вспомогательный калибр был представлен двумя 152-мм орудиями с казематным расположением. Дальность стрельбы главного калибра была исключительно велика благодаря увеличенной высоте барбета, которая позволила увеличить угол возвышения орудий — до 40 тысяч ярдов (примерно 36 560 м).
Подводная защита рассматривалась как весьма мощная для своего времени. Корабль имел развитую систему булей (дополнительных продольных полых наделок на бортах) по всей длине корпуса. Мореходные качества корабля рассматривались как хорошие для монитора.

## История службы

### Первая мировая война
Корабль вошел в строй в сентябре 1916 года и сразу был развёрнут там, где командование и планировало его задействовать — у бельгийского побережья. Он участвовал в обстрелах немецких позиций во Фландрии. 19 октября 1917 года «Террор» был атакован немецкими миноносцами и получил три торпедных попадания. Две торпеды попали в носовую часть вне системы булей, вызвав затопление, третья же, ударившая в буль, почти не нанесла ущерба. Несмотря на повреждения, монитор не только не затонул, но даже сохранил ход и самостоятельно добрался до базы. Ремонт продолжался три месяца. В 1918 году 152-мм орудия были заменены на восемь 102-мм, было также усилено зенитное вооружение.

### Вторая мировая война
Начало Второй мировой «Террор» застал в Сингапуре. Он был отозван с Востока в метрополию, по пути сделав остановку на Мальте. Ввиду неминуемого начала войны с фашистской Италией обстановка заставила командование оставить монитор на средиземноморском театре. Во время переоснащения на Мальте корабль получил дополнительную броневую защиту бортов. 10 июня зенитные средства корабля участвовали в отражении первого итальянского воздушного удара по Мальте.
После начала кампании «Террор» принимал весьма активное участие в артиллерийской поддержке британского контрнаступления в Киренаике против итальянских сил. Он неоднократно совершал переходы между базами на Мальте, Кипре и в Александрии. За время боёв он выпустил по берегу 660 снарядов главного калибра. 22 февраля 1941 года корабль, выходивший из Бенгази, засекла немецкая воздушная разведка. Вскоре после полудня 23 февраля монитор был вновь обнаружен немецким самолётом, который навёл на него ударные силы Люфтваффе. В 18:30 последовала атака пяти бомбардировщиков Ю-88, поднявшихся с аэродрома близ Катании (Сицилия). «Террор» в это время находился примерно в 90 милях к западу от Тобрука в точке с координатами 32°55′ с. ш. 22°45′ в. д..
Немцы утверждали, что добились как минимум двух прямых попаданий 250-кг бомб, вызвавших на «Терроре» пожар, однако английские источники говорят только о трёх близких взрывах в воде — два с правого борта и один с левого. Среди экипажа погибших не было. Тем не менее, водонепроницаемость корпуса корабля была нарушена и вода начала затапливать машинное отделение. К 22:00 экипаж покинул монитор, перебравшись на сопровождавшие его корвет и тральщик, которые взяли старый корабль на буксир. Но течи в корпусе оказались слишком значительными — в 04:20 24 февраля «Террор» пошёл ко дну. Он стал самым крупным по водоизмещению кораблем, потопленным самолётами Ю-88 на Средиземном море. Потеря монитора стала серьёзным ударом по огневой мощи британских сил в прибрежной зоне Ливии.